# Monika Merl

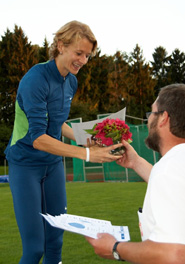
Monika Merl 2007 nach ihrem Stadionrekord im Mendener Huckenohlstadion

Monika Merl, geborene Monika Gradzki (* 21. September 1979 in Sztum, Polen), ist eine ehemalige deutsche Leichtathletin.

## Leben
Sie errang ihre größten Erfolge mit dem Gewinn der Deutschen Meisterschaften 2005 bis 2007 über 800 Meter. 2004 und 2008 wurde sie Deutsche Hallenmeisterin. International konnte sie bei den Halleneuropameisterschaften 2005 in Madrid Platz fünf erreichen. Außerdem nahm sie im selben Jahr an den Weltmeisterschaften in Helsinki und 2006 an den Europameisterschaften in Göteborg teil.
Monika Merl ist 1,72 m groß und hatte ein Wettkampfgewicht von 55 kg. Sie startete für den MSV Duisburg, den TV Wattenscheid, die LG Olympia Dortmund und wieder für Wattenscheid. Von Beruf ist Merl technische Zeichnerin und Industriekauffrau. 2006 wurde sie Sportsoldatin der Bundeswehr. Sie heiratete 2008 den ehemaligen Leichtathleten Holger Merl. Aufgrund gesundheitlicher Probleme konnte sie längere Zeit nicht an Wettkämpfen teilnehmen. 2010 wurde sie Mutter. 2013 beendete sie ihre Karriere.

## Erfolge
| Jahr | Erfolg                                                         | Disziplin                | Leistung    |
| ---- | -------------------------------------------------------------- | ------------------------ | ----------- |
| 2001 | Teilnahme U23-Europameisterschaften                            | 800 Meter                |             |
| 2003 | Deutsche Vizehallenmeisterin                                   | 800 Meter                | 2:03,60 min |
| 2004 | Deutsche Hallenmeisterin                                       | 800 Meter                |             |
| 2004 | 5. Platz Halleneuropacup                                       | 800 Meter                | 2:02,01 min |
| 2004 | Teilnahme Hallenweltmeisterschaften (im Vorlauf ausgeschieden) | 800 Meter                | 2:04,68 min |
| 2005 | 5. Platz Halleneuropameisterschaften                           | 800 Meter                | 2:02,53 min |
| 2005 | 2. Platz Europacup                                             | 800 Meter                | 2:01,00 min |
| 2005 | Deutsche Meisterin                                             | 800 Meter                |             |
| 2005 | Teilnahme Weltmeisterschaften (im Halbfinale ausgeschieden)    | 800 Meter                | 2:02,09 min |
| 2006 | Deutsche Meisterin                                             | 800 Meter, 3 × 800 Meter |             |
| 2006 | 2. Platz Europacup                                             | 800 Meter                | 2:04,13 min |
| 2006 | Teilnahme Europameisterschaften (im Vorlauf ausgeschieden)     | 800 Meter                |             |
| 2007 | Deutsche Meisterin                                             | 800 Meter, 3 × 800 Meter |             |
| 2008 | Deutsche Hallenmeisterin                                       | 800 Meter                |             |
| 2009 | Deutsche Meisterin                                             | 3 × 800 Meter            |             |
| 2011 | Deutsche Meisterin                                             | 3 × 800 Meter            |             |

## Persönliche Bestleistungen
| Disziplin  | Leistung    | Datum           | Ort                       |
| ---------- | ----------- | --------------- | ------------------------- |
| 400 Meter  | 54,40 s     | 2003            | Wattenscheid, Deutschland |
| 800 Meter  | 2:00,16 min | 19. August 2006 | Köln, Deutschland         |
| 1500 Meter | 4:13,83 min | 19. Juli 2008   | Barcelona, Spanien        |

## Leistungsentwicklung
| Jahr | 800 Meter (in Minuten) |
| ---- | ---------------------- |
| 2001 | 2:03,03                |
| 2002 | 2:02,52                |
| 2003 | 2:00,96                |
| 2004 | 2:01,22                |
| 2005 | 2:01,00                |
| 2006 | 2:00,16                |
| 2007 | 2:01,15                |
| 2008 | 2:00,51                |